# Evanthia Maltsi
Evanthia Maltsi (20 de dezembro de 1978) é uma ex-basquetebolista profissional grega.

## Carreira
Evanthia Maltsi integrou a Seleção Grega de Basquetebol Feminino, em Atenas 2004, que terminou na sétima posição.